# Aeroportul Municipal Lawrenceville/Brunswick
Aeroportul Municipal Lawrenceville/Brunswick (IATA: LVL, ICAO: KLVL, FAA LID: LVL) este un aeroport din Virginia, Statele Unite ale Americii.
Situat la o altitudine de 100,18776 m, aeroportul dispune de 1 pistă.

## Infrastructură

### Piste
Aeroportul dispune de o singură pistă. Pista 18/36 are suprafața de asfalt și dimensiunile 3.020 picioare × 50 picioare. 